# بلک‌راک ورلد ماینینگ تراست
بلک‌راک ورلد ماینینگ تراست (انگلیسی: BlackRock World Mining Trust) شرکت سرمایه‌گذاری بریتانیایی است، که در سال ۱۹۹۳ تأسیس شد.